# Арденненгау
Арденненгау (нем. Ardennengau) — франкская область (Гау), позже графство в районе современной границы Бельгии, Люксембурга и Германии.
Название Арденны известно ещё с I века до н. э., когда Юлий Цезарь в своей книге «Записки о Галльской войне» назвал горную цепь между Маасом, Рейном и Мозелем Arduenna silva (Арденнский лес).
После образования Франкской империи возникли административные единицы (гау), во главе которых стоял гауграф. Одной из таких гау стало Арденненгау, располагавшееся между Айфельгау (на севере) и Бидгау (на востоке). Графство существовало в период с ок. 840 до 1028 года, правители его происходили из дома Вигерихидов (также называемого Арденнским домом).

## Графы Арденненгау
- Адалард (ум. ок. 870)
- Одакар (ум. после 880)
- Лиутфрид (ум. после 895)
- Вигерих (ум. ок.919), граф Арденненгау и Бидгау, пфальцграф Лотарингии
- Гозлин (Гоцело) (ум. 942), граф Арденненгау и Бидгау, аббат Горца, сын Вигериха
- Гизельберт I (ум. до 965), граф Арденненгау, сын Вигериха
- Зигфрид (ум. 997), граф Люксембурга
- Гизельберт II (ум. 1004), граф Арденненгау, сын Зигфрида I Люксембургского
- Гозело (II) (ум. ок. 1028), граф Арденненгау, внук Гозлина